# بيارن تويلكي
بيارن تويلكي (بالألمانية: Bjarne Thoelke)‏ (11 أبريل 1992 بغيفهورن في ألمانيا - ) هو لاعب كرة قدم ألماني في مركز الدفاع. شارك مع منتخب ألمانيا لكرة القدم تحت 18 سنة ومنتخب ألمانيا تحت 19 سنة لكرة القدم ومنتخب ألمانيا تحت 20 سنة لكرة القدم. أما مع النوادي، فقد لعب مع دينامو دريسدن ونادي فولفسبورغ ونادي كارلسروه.

## وصلات خارجية
- بيارن تويلكي على موقع قاعدة بيانات كرة القدم.إي يو (الإنجليزية)
- بيارن تويلكي على موقع بيانات كرة القدم. دي إي (الألمانية)
- بيارن تويلكي على موقع Soccerway.com (الإنجليزية)
- بيارن تويلكي على موقع عالم كرة القدم.نت (الإنجليزية)